# ときめきメモリアル
『ときめきメモリアル』は、1994年5月27日に、コナミ（現・コナミホールディングス）からPCエンジンSUPER CD-ROM2向けに発売された、恋愛シミュレーションゲーム。なお、2006年3月31日の持株会社化に伴い、版権はコナミデジタルエンタテインメントに移っている。
略称は、一般的に「ときメモ」として知られているが、コナミによる公式略称は「ときめき」とされている。これは当初「ときめき」を正式タイトルにする方向だったことから来ており、商標が取得できなかったため、改題された。ただし、『ときめきメモリアルONLINE』のCMなどでは公式でも「ときメモ」の略称が用いられるケースもある。キャラクターデザインは、小倉雅史（こくら雅史）である。
ときめきメモリアルのタイトルはコナミデジタルエンタテインメントの登録商標になっている（登録数13件）。

## 歴史
本作は、日本の家庭用一般ゲームにまだ「恋愛シミュレーションゲーム」「恋愛ゲーム」というものが定着していなかったころにPCエンジンSUPER CD-ROM2向けに発売されたゲームである。この作品の大ヒットによりこの分野がジャンルとして一般化し、ソフトの発売数も増加していった。
高度情報化社会において、口コミで評判が広まることまでは期待していなかった。しかしその陰には、現代の口コミとでもいうべき、インターネットの存在があった。国内のパソコン通信ホスト局の総数は4000～5000と言われている。性質は多岐に渡るが、プラットフォームがパソコンである以上、ゲームに関する話題はかなりの頻度で登場する。同好の志が集まり、一定のテーマに基づいた書き込みをやりとりする伝言板などの話題があまりにヒートしたため、「ときめきメモリアル特設会議室」と題されたサイトが設けられた。
PlayStation版以降
1995年10月13日にPlayStation版『ときめきメモリアル 〜forever with you〜』が発売された。それ以降、スーパーファミコン版（1996年2月9日）、セガサターン版（1996年7月19日）、Windows 95版（1997年12月4日）、ゲームボーイ版（1999年2月11日）と各機種で発売。2006年3月9日にはPlayStation版を元にしたPlayStation Portable版が発売された。
元号が令和に変わった2020年3月19日には復刻系ゲーム機・PCエンジン miniにプリインストールの形で収録された（なおPCエンジンミニはAmazon.co.jp専売につき、一般の店舗・ECサイトでは買えない）。30周年の年となる2024年8月27日に配信された「Nintendo Direct ソフトメーカーラインナップ」において、30周年の節目を迎えた本作のリマスター版である『ときめきメモリアル 〜forever with you〜 エモーショナル』が2025年にNintendo Switchで発売されることが告知され、2025年5月8日に発売された。オリジナルのストーリーやキャラクターボイスはそのままに、グラフィックを描き直したモードでのプレイ（オリジナルのグラフィックも収録有）や、主人公の名前をヒロイン達が呼んでくれるといった新要素の追加が発表された。
関連商品
本作の大ヒットにより、関連ゲームソフト・書籍・CD・OVA・キャラクターグッズ・フィギュアなどが多数コナミから販売された。またコナミ以外からも、各キャラクターのガレージキットなどが多数リリースされた。コナミは本作とそのキャラを前面に押し出し、コナミのブランドイメージをも変えた作品となった。
シリーズ化
シリーズは次の世代に受け継がれ、1999年11月25日にキャスト・スタッフ等を一新した『ときめきメモリアル2』がPlayStation、2001年12月20日に一般層へのアプローチを試みた『ときめきメモリアル3 〜約束のあの場所で〜』がPlayStation 2でそれぞれ発売された。
その後もゲーマー以外へのアプローチを模索し、2002年6月20日に女性プレイヤー向けの『ときめきメモリアル Girl's Side』がPlayStation 2で発売され、乙女ゲームの市場を拓くこととなった。
2006年3月23日にはコミュニケーションを重視したオンラインゲームとしてゲーム内容を改めた『ときめきメモリアルONLINE』がWindows向けにサービスを開始（2007年7月31日にサービス終了）。
2009年12月3日に男性向け恋愛シミュレーションゲームとしては約8年ぶりの新作となる『ときめきメモリアル4』がPlayStation Portableで発売された。
モバイル版
携帯電話・PHSコンテンツとしても、DoCoMo向け（iアプリ）・au向け（EZアプリ）・SoftBank向け（S!アプリ）にて配信中。WILLCOM向け（Javaアプリケーション）はW-ZERO3(WS003SH/WS004SH)専用で配信されていた（2009年3月31日にサービス終了）。
2017年9月15日、本作の新展開として、学園型アイドルコミュニケーションゲーム『ときめきアイドル』がモバイルゲームとして配信が発表。2018年冬までオンライン版として配信された後、オフライン版に移行して2021年現在、配信が行われている。

## ゲーム内容
このゲームの主人公（プレイヤー）は架空の私立高校「きらめき高校」に入学した男子生徒である。主人公は、「卒業式の日に、校庭のはずれにある樹（伝説の樹）の下での女の子からの告白で生まれたカップルは永遠に幸せになる」というきらめき高校の伝説を聞く。
勉強、スポーツ、部活動などに取り組み主人公の能力値を高め、幼なじみで憧れのヒロイン・藤崎詩織の理想に近付け、さらにはデートを重ねて親しくなり卒業式の日に伝説の樹の下で彼女からの告白を受けることが目的である。もっとも『ときメモ』にはゲームらしい仕掛けがあり、藤崎詩織以外の女の子は主人公のどれか１つのパラメータに反応してくるのだが、彼女だけはオールマイティに成長した主人公でないと相手にならない。
また、本作品には恋愛という表向きの要素のほかに、「3年間の学校生活を追体験する」という裏のテーマが込められている。むしろ企画の基となったのは学校生活のほうであり、「魅力的なヒロイン」や「卒業の日の告白」という華々しい側面は後から付け加えられたものである。実際のゲーム内容も、ヒロインとのデート以外はほとんどが校内を舞台としている。
とりわけ、秋に行われる文化祭は、本作品における学校生活の重要性を示す好例である。このイベントは、主人公の部活や登場ヒロインとの関係によって内容が非常に細かく分岐する。理論上そのパターン総数は1497通り以上に及び、ゲームの全メッセージ量の実に4割が費やされている。1年に1度だけのイベントのためにこれほどの手間を割くのは、リアルな学校生活の再現を試みた証である。

## 開発
本作は、コナミのPCエンジン最後のタイトルとして開発された経緯があり、開発にはPCエンジンに『出たな!!ツインビー』や『グラディウスII -GOFERの野望-』を移植したスタッフが参加した。
開発スタッフの一人である立石流牙は当初シューティングゲームの企画を出したものの、会社から良い評判を得られず、PCエンジン用ソフトの中でも美少女ゲームが売れていたことに着目し、本作の開発に取りかかった。

### システム構築
本作は、高校生活を1週間で表現するというコンセプトの元で開発が進められ、高校生活においては勉強だけで無く運動もしていることを考慮し、ヒロイン達に文系や運動系のパラメーター各人の分だけ用意した結果、現在のような形になった。
また、本作では顔の表情に合わせて目や口を動かすシステムが「バストアップアニメーション」として初めて導入された。
立石は、開発の初期段階から多量のCGを用意することを想定していたため、バストアップで表現できないかと思ってこのシステムを取り入れたことをSTINGとのインタビューの中で話しており、1つのバストアップにつき5つの表情パターンを用意する羽目になったと振り返っている。

### キャスティング
本作のヒロインのたちのうち、メインヒロインである藤崎詩織の役には当時大学院生だった金月真美が、朝日奈夕子の役には鉄炮塚葉子がそれぞれ選ばれた。
金月は選出の経緯について、「私は事務所がテープオーディションに応募してくれていたんです。だからちょっと申しわけないのですが、知らないうちに詩織ちゃん役が決まっていたんです。」と2019年のファミ通との25周年記念インタビューの中で振り返っている。
二人は、収録に際して電話帳のように分厚い台本が届いて驚いたとファミ通とのインタビューの中で振り返っている。
本作以前にゲームへの出演経験があった鉄炮塚は、「ひとつのシーンで、何パターンもボイスを撮るような収録も、これまでも経験したことがありませんでした。喜怒哀楽ごとに、立て続けにテンションの異なるセリフを言っていくというのは、当時はかなり慣れない作業でしたね。（後略）」と話しつつも、「それほど経験のあるお仕事ではありませんでしたが、そのあたりはきちんとスタッフさんのアシストやご指導があったので、それほど苦労はありませんでした。」とも話している。
一方で、金月は本作が初めてのゲームへの出演であったことから、とても苦労したとファミ通とのインタビューの中で話している。金月は「詩織ちゃんはすべてパーフェクトな女の子という設定だったから、逆にどこを目立たせたらいいんだろうとすごく悩みましたね。（中略）いまゲームのボイスを聴くと、かなりプレーンな声だなって感じています。」と振り返りつつも、メディアミックスの中で詩織の別の面が見えてきたため、ゲーム以降の詩織の声は印象が異なるとしている。
また、金月は本作のおかげで声優の仕事を継続出来るようになったとも話している。

### 広報
本作は、当時としては珍しくマルチメディア展開が積極的に行われており、発売後には「『ときメモ』キャラバン」という全国ツアーが組まれた。

### PCエンジン版『ときめきメモリアル』

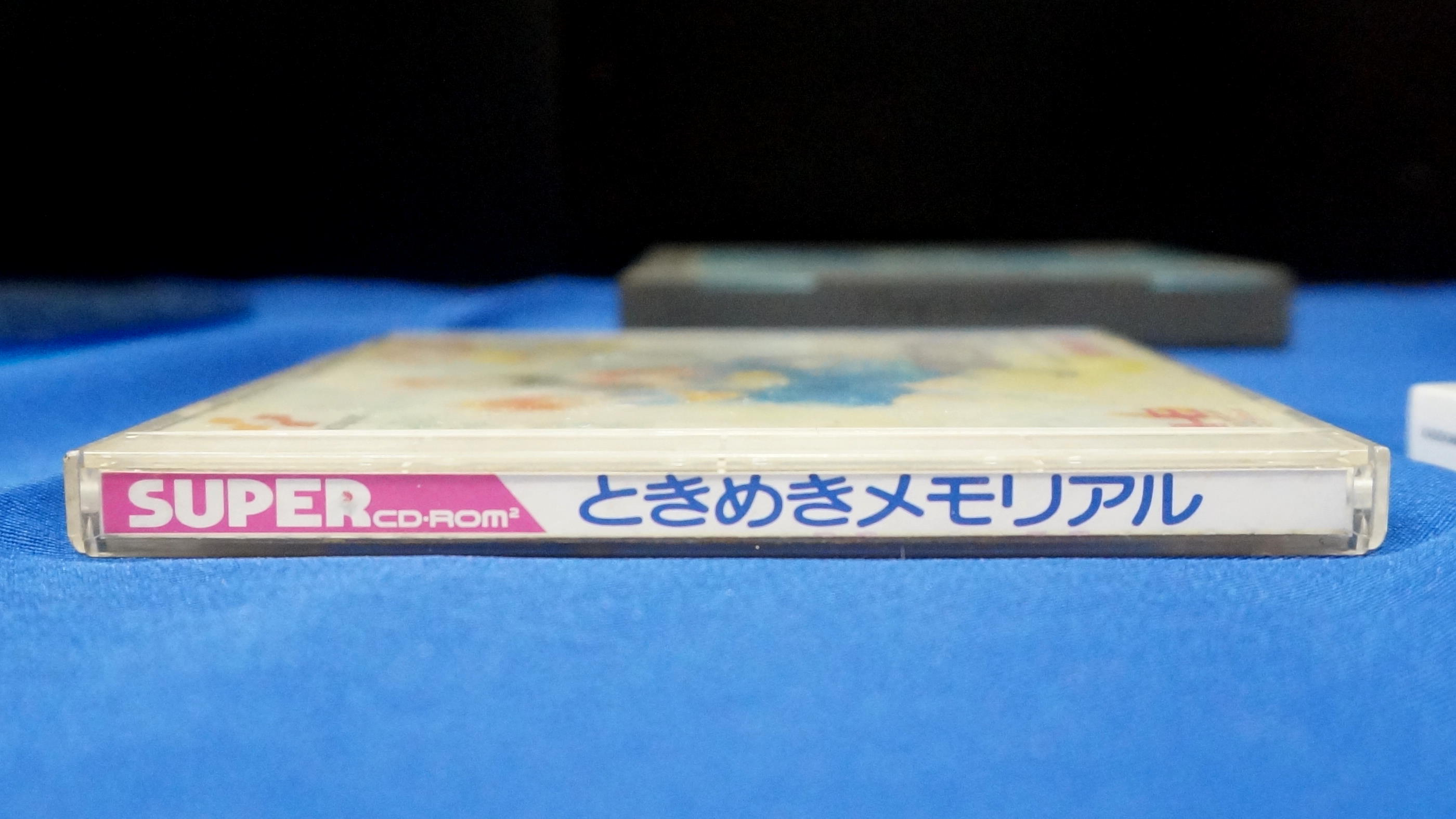
PCエンジン版

また、本作の限定版は徳間書店インターメディアのPCエンジン専門誌『PC Engine FAN』の創刊7周年記念で通信販売され、B6判の攻略本や匂い付きの藤崎詩織ポストカードが付録として同梱された。

## 移植・アレンジ版

### PlayStation版『ときめきメモリアル 〜forever with you〜』
1995年10月13日発売のPS版ではハードウェア性能のアップに伴いグラフィック・サウンドの大幅強化が図られ、ユーザーインターフェイスの改善が図られている。PCエンジン版と比べると表情のパターンが増えており、キャラクターの色数はPCEの16色から256色に、背景の色数はPCEの8色から32000色に増えている。また、新規描き下ろしの人物・イベントグラフィックも多数追加された反面、PS審査基準に合わせて露出が抑えられたグラフィックもある。オリジナルのPCエンジン版を忠実に移植して新しいPSのユーザーにまず本来の『ときメモ』を楽しんでほしい、いうのがコナミのもくろみだった。タイトルロゴデザインも真ん中付近の線が直線から緩やかな波線になるなどといった若干な変更が行われ、以後のシリーズ作品のタイトルロゴはPS版のが使用されている。一方で、シリーズで恒例となっている女湯を覗くシーンは、裸体を隠すための湯気が書き足された。
限定版の仕様は以下の通り。
- PS版ゲームソフト『ときめきメモリアル 〜forever with you〜』（限定版専用レーベルデザイン）
- 電子オルゴール（外箱内側に接着され、箱を開けると光に反応して告白シーンの曲が流れる）
- PS用マウス（藤崎詩織イラスト入り）
- マウスパッド2枚（描き下ろしイラスト入り）

2009年11月11日からゲームアーカイブス（PS3・PSP）で配信開始された（PSP版は2021年7月2日をもって配信・販売終了）。

### スーパーファミコン版『ときめきメモリアル 伝説の樹の下で』
1996年2月9日発売。『ときメモ』初の任天堂ゲーム機用ソフトとして移植版が発売。現時点で任天堂の据え置き型ゲーム機用ソフトとしてリリースされた唯一の例となる。PCエンジン版をベースにアレンジを加えており、代表的なアレンジ例としてはキャラクターごとにミニゲームが用意され攻略の過程で条件を満たすことでプレイ可能となり、結果により相手の好感度が上がる、キャラクターの表情がオリジナル版よりもマイルドに描き換えられる、など。
一方、ROMカートリッジの容量の都合上、台詞の音声データは収録されていない。その補完として一部の台詞では感情に合わせてフォントが変化するほか、ヒロイン総登場のミニドラマと本作品エンディングテーマ「二人の時」のオールキャスト版を収録したシングルCDが同梱される。ゲームスタート時にデータロードが完了して本編が始まる際、前回のプレイで最も好感度の高かったキャラクターの短い台詞の音声が流れる。これはSFC版において唯一女の子の声を聞ける機会である。PS版までのBGMはハ長調の曲が多かったが、SFC版では様々な調にアレンジされており、全体的に色彩感豊かな音楽に仕上がっている。マウス操作は従来通り対応しているがSFC版は任天堂の『マリオペイント』『マリオとワリオ』用のマウスがそのまま使える。
ニンテンドウパワーで2007年2月まで入手可能だった（任天堂への直接申し込みのみ）。また、このSFC版をWindowsに移植したものが「i-revo」（アイレボ）によるゲーム配信サービス「i-revoゲーム」によって配信されるアナウンスがされていたが、配信されないまま、サービスは終了している。

### セガサターン版『ときめきメモリアル 〜forever with you〜』
1996年7月19日発売。PS版がベースだが、オリジナル要素として卒業式が終わった後、意中の女の子に自分から告白できるイベントが追加された。この要素はセガサターン版以外では導入されていないが、PCエンジン版メインプログラマーの永山は「伝説の樹を設定した時点で、男子から告白するという概念が存在し得なかった。サターン版はサービスのようなもの」という証言をしている。なお、相手から毛嫌いされている状態であえて告白したときに聞ける主人公を振る際の台詞は非常に容赦のないものになっている。
また一部のキャラクターに追加イベントが設定されたほか、ユーザーインターフェイスの改善など快適なプレイに重点を置いたチューンアップが施されている。
限定版はなく、付録の異なるスペシャル版とデラックス版の2パッケージ併売体制をとった。
- スペシャル版
  - SS版ゲームソフト『ときめきメモリアル 〜forever with you〜』（スペシャル版専用レーベルデザイン・紙製化粧箱入り）
  - パワーメモリー（SS本体に装着して使用する外部メモリーカートリッジ。エメラルドグリーンの限定カラー）
  - パワーメモリー用ラベル2枚
  - 特製バインダー（パッケージ兼用、差し替え用のジャケット付き）
- デラックス版
  - SS版ゲームソフト『ときめきメモリアル 〜forever with you〜』（デラックス版専用レーベルデザイン・紙製化粧箱入り）
  - 紙製キャラクター紹介カード12枚（描き下ろしイラスト入り）
  - パワーメモリー用ラベル2枚

### Windows 95版『ときめきメモリアル 〜forever with you〜』
1997年12月4日発売のWindows版では、PS版をベースにグラフィックの高解像度化・BGMにMIDI音源が利用できることなどPC用に特化したチューンアップが施された。
Windows版はゲーム中の台詞を翻訳した上で中国では「心跳回憶」、台湾では「純愛手札」のタイトルで発売された（華義国際発売）。このほか、韓国語版も存在する。

### ゲームボーイ版『ときめきメモリアルPOCKET』
1999年2月11日にはゲームボーイ（GB）用ソフトとしてシリーズ初の携帯機へ移植、文化系クラブとその関連ヒロインが登場する『カルチャー編 〜木漏れ日のメロディ〜』と、運動系クラブとその関連ヒロインが登場する『スポーツ編 〜校庭のフォトグラフ〜』の2本（バージョン）に分割し、同時リリースする形になった。2バージョンに分けたのは、ソフトの容量的な問題や『ポケットモンスター 赤・緑』の大ヒットによりバージョン違い商法が確立したことが関係しているとするゲーム専門書籍の分析もある。
移植のベースはPS版だが、上記のような事情により登場ヒロインは各バージョンに二分され一つのソフトでは全員登場しない。その代わり、本作だけで登場するオリジナルヒロインが追加されている（ときめきメモリアルPOCKETに登場する人物を参照のこと）。また、藤崎詩織の幼年期のエピソードなどオリジナルの追加イベントやオリジナルのオープニングデモが用意されている。
ゲームボーイカラーでのカラー表示にも対応している（GBカラーの仕様によりフルカラーではなく、要所要所が着色されたパートカラーのグラフィックとなっている）。キャラクターボイスも実装されているが、こちらも容量的な理由により原典に比べると非常に少ない。なお流れている最中は他の処理が止まる仕様である。
ミニゲームでは「beatmania」を2曲（楽曲は『beatmania GB』より「Believe again」と「OVERDOSER」、さらに文化祭でのみプレイできる「DJ BATTLE」も含めると3曲）プレイ可能である。部活動に関してはカルチャー編では文化系クラブのみ、スポーツ編では運動系クラブのみにしか入部できない。
スポーツ編とカルチャー編に分けて登場キャラを割り振っていることにより、スポーツ編とカルチャー編では攻略難易度のバランスが異なる。
また他のシリーズにはない特徴として、ユーザー同士で行う通信があり、ベストカップル対戦・対戦ビートマニア・スクリーンセーバーのキャラ交換がある。特にベストカップル対戦はユーザー同士でキャラの相性を競うもので、違うバージョン同士でも対戦できるが、両方のバージョンに登場するキャラのみでの対戦となる。なお、勝負の判定はクリア時のパラメーター等で左右される。また、一つのヒロインで負け続けると対戦不可能になり、最初からそのヒロインを攻略し直す必要がある。
ゲームボーイカラーと互換性を持つ全てのゲームボーイシリーズでプレイできるが、ゲームボーイアドバンス以降の機種でプレイすると、一部の音声が出力されないという互換性上の問題が発生する。

### PlayStation Portable版『ときめきメモリアル 〜forever with you〜』
2006年3月9日発売のPSP版。『ときめきメモリアル』シリーズ10周年を突破した事を記念して、1995年発売のPS版の完全移植版として発表された。
本作はあくまでもリメイク版ではなく復刻版となっている。1995年4月から始まるゲーム内の時間の流れ、それに伴って1990年代前半をベースとしている時代考証なども含めてPS版そのままの再現を目指している。
限定版は、コナミデジタルエンタテインメントのオンラインストア、コナミスタイルの専売商品として2000件の受注が集まることを条件に商品化計画が発表されていた。商品化判断予定日を延長して受注目標を達成し、商品化された。
- PSP版ゲームソフト『ときめきメモリアル 〜forever with you〜』（通常版と同一仕様）
- 新作シナリオ収録ドラマCD
- PSP用スクリーンフィルター（覗き見防止シート）
- PSP用収納ポーチ
- PSP用ストラップ

### Nintendo Switch版『ときめきメモリアル 〜forever with you〜 エモーショナル』
2025年5月8日発売のNintendo Switch版。『ときめきメモリアル』シリーズ30周年を突破したことを記念して、1995年発売のPS版の完全移植版として発表された。任天堂のハードウェアへの移植は1999年のゲームボーイ版以来、実に26年振りである。因みに2025年はPS版発売から30周年である。
『ときめきメモリアル2』から導入された『Emotional Voice System（エモーショナルボイスシステム、通称EVS）』が導入されており、当時名前部分が無音だったキャラによる名前の呼び掛けが、オリジナルのPCエンジン版発売から31年の年月を経て実現した。
オリジナルのグラフィック版と新規グラフィック版を追加、フォントもオリジナルと高解像度版を追加して4つの組み合わせ(オリジナル、オリジナル+新フォント、新グラフィック、新グラフィック+新フォント)で変更可能。

## テーマソング
オープニングテーマ
『ときめき』：作詞 - SANOPPI、作曲 - メタルユーキ、歌 - 金月真美
PCエンジン版発売当初からの、1コーラスのみのバージョン。『ときめきメモリアル対戦ぱずるだま』や『ときめきメモリアル対戦とっかえだま』ではイントロからAメロディ前の間奏までで、その後の間奏部分でヒロイン達によるタイトルコールが入るバージョンである。
『ときめきメモリアル対戦ぱずるだま』アーケード版はPCエンジン版のアレンジに近いが、PS版やSS版では『もっと!モット!ときめき』同じアレンジである。また、アーケード版とPS版やSS版ではタイトルコール部分のアレンジが異なっている。なお、この『対戦ぱずるだま』バージョンはアーケード版だけだがサントラ盤で聞ける。
『もっと!モット!ときめき』：作詞 - SANOPPI&2番を作らなくちゃね!実行委員会、作曲 - メタルユーキ、歌 - 金月真美
『ときめき』をベースに若干のアレンジと歌詞に2番・リフレインが追加されたバージョン。1994年11月3日発売のアルバム『CDドラマ ときめきメモリアル パート2 featuring 藤崎詩織』に収録されているものが初出であり、後に金月のファーストシングルとしてシングルカットされている。ドラマシリーズのVoL.2『彩のラブソング』とVol.3『旅立ちの詩』とOVA版では、根岸貴幸のアレンジのバージョンが使われている。後に発表される『2』や『3』、『OnlyLove』でも、'99（編曲 - 岩﨑元是）や2001（編曲 - 米光亮）、OnlyLove（編曲 - m-takeshi）といった別アレンジバージョンが野田順子、神田朱未、牧島有希の歌唱でアレンジカバーされている。
『4』ではメインヒロインの星川真希がナレーションを務めるオープニングムービーで、本曲のサビ部分がメロディとして流れている。
エンディングテーマ
『二人の時』：作詞 - ときめき作詞実行委員会、作曲 - メタルユーキ、歌 - 金月真美
「伝説の樹」の下で女の子から告白された場合のエンディング。
後にたっぴーアレンジによる『二人の時〜forever〜』が作られPlayStation版のゲームサントラに収められた後、ゲームサントラ収録版からオープニングとエンディングの歓声を省いたバージョンがシングル『もっと!モット!ときめき』のカップリングに収録される。
『もっと恋しよう』：作詞・作曲 - 長沢ゆりか、歌 - 金月真美
主人公からの告白が成功した場合のエンディング。セガサターン版のみ。
『女々しい野郎どものテーマ』：作曲 - メタルユーキ
PCエンジン版のバッドエンディングテーマ。下記『女々しい野郎どもの詩』の原曲だが、キーが異なる。
『女々しい野郎どもの詩（うた）』：作詞 - IGA、作曲 - メタルユーキ、歌 - 上田祐司（現・うえだゆうじ）
PlayStation版発売時に制作された同版以降のバッドエンディングテーマで、上記『女々しい野郎どものテーマ』に歌詞と主人公の友人である早乙女好雄役の上田祐司によるボーカルを加えたバージョン。「めめやろ」の略称・通称がある。セガサターン版では誰からも告白されなかった時に加え自ら告白して失敗した時のエンディングもこの曲となる。なお、好雄に彼女を紹介されるイベントが発生した場合はインストゥルメンタルとなる。後に、2番とリフレインを追加したバージョンがシングル発売されている。
『-対戦ぱずるだま』の最終戦で詩織（プレイヤーが詩織の場合は館林）、『-対戦とっかえだま』のときめきモード最終戦で伊集院に敗北した際のバッドエンディングでもこの曲が流れる。ぱずるだまのSS版・PS版では、フルバージョンが使用されている。
挿入歌
『恋はほどほどに〜過ちを2度繰り返さないために』：作詞 - 大内正徳、作曲 - シタール妹尾、歌 - 川口雅代
ゲーム内のデートでカラオケに行った時に発生するイベントで片桐彩子がフルコーラス歌う曲。PlayStation版から登場した。
備考
金月のセカンドシングルになった『告白』は元々伝説の樹の下での女の子から告白シーンで使うために製作されたが、あるスタッフの「告白シーンに歌物はどうか？」と言う指摘からゲーム用のインストバージョンが作られた。ドラマCDでは使われている。

## 反響
発売された当時は、アダルトゲームを含む美少女ゲームが、ハードコアなゲームユーザーの多くから軽視されていたため、前評判は決して高いものではなかった。
だが、PCエンジン専門誌2誌でのレビューの高評価と、発売前にNifty-Serveに投稿されたライター・岩崎啓眞のレビューがパソコン通信（主にNifty-ServeとPC-VAN）で話題となった。その結果、PCエンジン末期のソフトとしては爆発的な人気を呼び、PCエンジン向けの会議室の書き込みが増えたことから急遽本作専用の会議室が作られるほどだった。
また、メインヒロインである藤崎詩織は、主人公に対する要求の高さから人気を呼び、「ラスボス」と呼ばれることもあった。

### 売り上げ指標
元々コナミは本作を重視しておらず生産量が少なかったことに加え、当時のゲーム流通の不備ゆえに売り切れが続発した。その結果、プレミアム価格が付くなどの騒動を巻き起こし、第4版まで再発売が繰り返された。再発されるたびにバグの改善等の細かな修正が加えられていった。
本作は1996年までに110万本のセールスを記録した。また、本作は各機種に移植され、累計で100万本以上を売り上げることでコンシューマーゲームの世界に恋愛シミュレーションゲームを定着させる大きな役割を果たした。本作の関連商品におけるコナミの売上は100億円を突破し、「キャラクター商品の売り上げが、ゲームソフト自体を上回った最初のもの」とされている。

### 批評
ライター・岩崎啓眞はNifty-Serveに投稿したレビューの中で本作を称賛しており、「高校生活を楽しんだ後にヒロインから告白を受けること」を主目的としている点が『プリンセスメーカー』などと異なるとしている。
また、本作は雑誌『ファミ通』にて2006年に実施されたビデオゲーム人気投票において23位を獲得している。
洋泉社が発行した『アニソンマガジン』のゲームソングレビュー集のなかでライターの澄川龍一は、楽曲「二人の時」について音作りの精巧さを指摘し、重厚なコーラス・キラキラとしたシンセサイザーの音で構成された「80年代王道のビッグ・サウンド」を特筆した。金月真美による歌唱については「熱を比較的抑えたあどけないヴォーカルがたまらない」と評価した。

### 本作に関連する事件
人気が高まった一方、本作に関連する問題や事件が発生した。
1996年、コナミは二次創作同人誌を再録したアンソロジーコミック「美少女同人BOOKS2 ときめきALBUM」の出版元である三和出版を提訴し、裁判所は仮処分の判断を下した。
同年、コナミは本作の改変データを収録したメモリーカードを販売した事業者に対して裁判所に提訴しており（ときめきメモリアルメモリーカード事件）、ゲームソフトが映画の著作物に該当するか否かが争点となった。第一審で、コナミの主張は棄却されたものの、第二審ではコナミの主張は認められ、最終的に2001年に最高裁判所が被告からの上告を棄却したことにより、コナミの勝訴となった。
また、1998年には本作をパロディしたアダルトアニメ『どぎまぎイマジネーション』の存在が週刊誌によって取り上げられたことにより、コナミに多数の苦情が寄せられた。キャラクターのイメージの毀損を危惧したコナミは、アダルトビデオの制作元に販売差し止めと慰謝料支払いなどを求め東京地方裁判所に提訴した（ときめきメモリアル・アダルトアニメ映画化事件）。裁判所はアニメの制作元に対して著作者人格権の侵害を認め、販売差し止めと在庫・マスターテープの廃棄などを命じた。

## 派生作品
ゲームソフト
- ときめきメモリアル 対戦ぱずるだま（アーケード・PS・SS・Win95）
- ときめきメモリアル 対戦とっかえだま（PS・SS）
- ときめきメモリアル 〜おしえてYour Heart〜（アーケード）
  - ときめきメモリアル 〜おしえてYour Heart〜 シールバージョン+（プラス）（アーケード・Win95）
- ときめきメモリアル ドラマシリーズ
  - ときめきメモリアル ドラマシリーズ vol.1 虹色の青春（PS・SS）
  - ときめきメモリアル ドラマシリーズ vol.2 彩のラブソング（PS・SS）
  - ときめきメモリアル ドラマシリーズ vol.3 旅立ちの詩（PS・SS） ※SS版は限定版のみ。
- ときめきの放課後　ねっ☆クイズしよ（PS）
- ときめきメモリアルタイピング（Win・Macハイブリッド）

ファンディスク
- ときめきメモリアル プライベートコレクション（PS）
- ときめきメモリアル Selection 藤崎詩織（PS・SS）
- ときめきミュージックCD2（仮題）（PS・SS） ※発売中止。ときめきメモリアルSelectionの第2弾と推測される。

デスクトップアクセサリー
- きらめき宝石箱（Win95・Mac）
- うきうき弁当箱（Win95・Mac）
- らくがき絵具箱（Win95・Mac）
- どきどきびっくり箱（Win95）
- ときめきメモリアルデスクトップアクセサリー 虹色の青春（Win95）
- ときめきメモリアルデスクトップアクセサリー 彩のラブソング（Win95）

### ときめきメモリアル 対戦ぱずるだま
アーケードで稼働していた『対戦ぱずるだま』の第2弾として『ときめきメモリアル』のキャラクターを採用し、アーケード市場に投入された作品。家庭用には最初にPS版とSS版が1996年9月27日に同時に発売され、3ヶ月後の1996年12月27日にWindows版が発売された。開発に当たったのはPS・SS版がコナミコンピュータエンタテインメント東京、Windows版がコナミコンピュータゲームズ青山。
ゲームシステムやルールなど『対戦ぱずるだま』そのものについての解説は、当該項目を参照のこと。
PS・SS版では、アーケード版での『対戦ぱずるだま』シリーズ第3弾となる『進め! 対戦ぱずるだま』の要素が追加された。また、ステージ間のデモ画面やエンディングなどがフルボイスになるなどの主に演出面での家庭用ゲーム向けのアレンジが加えられた。また、一部キャラクターのこうげきだまパターンも若干変更され、操作性もアーケード版と微妙に異なる。
Windows版はPS・SS版とは別の開発チームが製作し、ゲームパッド対応やオプション機能などを除いては演出面なども含めて徹底的にアーケード版の忠実な再現を目指して開発された。
なお、PlayStation版は2003年9月18日に廉価版「PS one Books」として発売後、同バージョンを元に2010年1月13日からゲームアーカイブスで配信されている。
エンディングのスタッフロールにおいてエンディングテーマの「二人の時」の編曲者がたっぴーとクレジットされているが、彼がアレンジを担当した「二人の時〜Forever〜」ではたっぴーが生ドラムを演奏しているが、本作の物はドラムが打ち込みである事から本編のEDと同じ土師一雄アレンジの物である。最も曲名自体が「二人の時〜Forever〜」と表記されている。
当作品での最終ボスは藤崎詩織が務めており、この最終決戦ではコンティニューが出来ない1発勝負で行われ、勝敗に応じてエンディングが分岐する。藤崎（館林）に勝利した場合は主人公が指名したヒロインから告白されるグッドエンディングとなるが、敗北した場合は主人公を藤崎（館林）に奪われ、プレイヤーが指名したヒロインは遠くから告白を見つめながら身を引くというバッドエンディングとなる。

### ときめきメモリアル 対戦とっかえだま
『対戦ぱずるだま』の派生作品として1997年に登場した。前年に登場したアーケード版『対戦とっかえだま』に続き、『とっかえだま』のコンシューマ第1弾となった作品。開発はコナミコンピュータエンタテインメント札幌。発売日はPS版が同年6月19日、SS版が同年8月7日。
「はねだま」と称するプレイヤーが自由に操作できる翼のついた輪を印象づけるべく、パッケージや説明書などのキャラクターには天使のように背中に翼をつけた新バージョンのちびキャラが描かれている（紐緒結奈のみ悪魔のような翼をつけている）。ゲーム内には翼つきのちびキャラは登場しないがコスチュームはプレイモードや対戦時の場面設定によって制服・私服・水着の3種類が設定されている。パッケージデザインの制服はPS版が冬服、SS版が夏服となっている。
ルール
時間と共に下からせり上がってくる玉を並べ替えて消す。
同じ色の玉を縦か横かカギ型に３つ以上をつなげる事で消える。
連鎖で消すと攻撃玉を相手に送る事ができ、相手の画面を玉で埋めれば勝ちとなる。
- ときめきモード - キャラクターごとに独自のストーリーが設定されていて、伊集院を最終ボスとする6番勝負。なお、伊集院戦に限りコンティニュー出来ず、敗北すると即バッドエンディングとなる。
- きらめきモード - オリジナルのアーケード版『とっかえだま』と同じく、ストーリー無しでキャラクターと次々と対戦を行う。難易度は3段階設定されている。中級、上級レベルの最終ボスは同じく伊集院だが、「ときめきモード」とは異なり敗北してもコンティニューが出来る（バッドエンディングになる事も無い）。上級レベルをクリアすると、クリアしたキャラクターの一枚絵が表示される（伊集院レイは除く）。
- ひらめきモード - 詰め将棋のように規定回数の操作で「全部消す」、「規定数以上の連鎖を発生させる」、「一括で何個消す」といった問題が計99問用意されている。なおPS版、SS版で出題される問題はすべて異なる。

基本的なシステムやルールは『対戦とっかえだま』の項目を参照。

### ときめきメモリアル 〜おしえてYour heart〜
1997年にリリースされた『ときめきメモリアル 〜forever with you〜』のアーケード版。
ゲーム内容は本編のデートシーンをクローズアップしたものになっている。サブタイトルの「おしえてYour heart」という名称どおり操作パネルの左側にはマウスほどの大きさでプレイヤーの発汗・心拍数を計測する「ときめきセンサー」が存在し、センサーの上に左手を載せながら女の子からの質問に答えていく所が、コンシューマー版との一番の相違点となる。右手側のレバーとボタンでの操作によるゲーム内の選択肢に加え、ときめきセンサーの数値が好感度の上下に影響するためゲームのクリアのためには心拍数のコントロールが必要である。プレイ終了時にはイベントのグラフィック（500種類以上）がカードとしてプリントアウトされ、コレクションアイテムとなっていた。
リリース後、プリントアウトされる物がカードではなくプリクラ風のシールになった『ときめきメモリアル 〜おしえてYour Heart〜 シールバージョン+』もリリースされた。いずれにしても可動を続けるのに印刷用のインクと台紙の補充が必要となり、オペレーターにも負担のかかるシステムだった。
1998年3月26日には、『ときめきメモリアル 〜おしえてYour Heart〜 シールバージョン+』の移植版がWindows 95用として発売された。移植版は『ときめきメモリアル 〜おしえてYour heart〜』の移植版も収録されている。ときめきセンサーはプレイヤーが自分でマウスを左右に動かすことで心拍数とするシステムとなっている。
Windows版はゲーム中の台詞を翻訳した上で台湾では「純愛手札 交給我你的心」のタイトルで発売された（華義国際発売）。
その独特のシステムからゲームのタイトルよりも「ときメモの指突っ込むやつ」といった風にシステムの方で呼ばれることが多い。

### ときめきメモリアル ドラマシリーズ
本編の外伝的作品となるアドベンチャーゲームで、コナミコンピュータエンタテインメントジャパンにより小島秀夫製作総指揮の下で制作された。1997年7月10日に『vol.1 虹色の青春』、1998年3月26日に『vol.2 彩のラブソング』、1999年4月1日に『vol.3 旅立ちの詩』が発売された。

### ときめきの放課後 ねっ★クイズしよ♥
1998年7月16日にコナミから発売されたクイズゲーム。製作会社はコナミコンピュータエンタテインメント東京。対応機種はPlayStation。
『ときめきメモリアル』のキャラクターイラストを担当した小倉雅史、音楽を担当したメタルユーキらPCエンジン版からのメンバーが中心となって制作された。本編をクイズゲームとしてリメイクした作品で出演キャラクターも藤崎詩織をはじめ本編と同じだが、脇役だった早乙女好雄もメインキャラクターに昇格して主人公との友情エンドが用意されている。
ゲームの内容は本編同様3年間の高校生活に見立て1ステージ=1か月相当の全35のステージに挑戦し、その間12に分割されたジャンルのうちどれにどのくらい正解したかでプレイヤーに対するキャラクターの気持ちが変化する。ミニゲームで成果を収めれば全員の好感度が上がる。好感度が上がるとイベントが発生する。14人のキャラクターの中で1人でも感情が最高潮になっているキャラクターがいればそのキャラクターとのハッピーエンドが見られ、それ以外ではバッドエンドになるというルール。
各ステージごとに14人のキャラクターから1人を選んでパートナーにすることができ、わからない問題はパートナーに答えてもらうことができるというのも特徴である。ただし、パートナーには得意科目・不得意科目があるので間違えることもある。
各ヒロインごとに異なる一定の条件を満たすと、ヒロインの髪型が変わる別バージョンのエンディングが見られる。これは本作と小説版の挿画でしか見られない。
本作で全キャラクターとのエンディングを見た後で「きらめき高校校歌」を聴く事ができる。同曲の合唱バージョンは本ゲームのオリジナルサントラCDに収録されている。
なお、2010年2月24日からゲームアーカイブスで配信されている。

### ときめきメモリアル プライベートコレクション
1996年4月26日に発売。対応機種はPlayStation。
本作のキャラクターやイベントに関するクイズや占い、ゲーム雑誌に掲載されたイラストが収録されたファンディスク。クイズで3問不正解すると外井のプライベートビーチ（スキンヘッドのマッチョな兄貴達）に招待される。このプライベートビーチは5種類ある。

### ときめきメモリアル Selection 藤崎詩織
1997年3月27日にPlayStation版、セガサターン版が同時発売。
本作のメインヒロイン・藤崎詩織を単独フィーチャーしたファンディスク。当時、バーチャルアイドル政策の一環として藤崎詩織名義で発表されたシングル2曲のビデオクリップのほか「あっち向いてホイ」などのミニゲーム、ビジュアル集、台詞集などを収録。

### デスクトップアクセサリー集
1996年9月27日に、デスクトップアクセサリー集Vol.1『きらめき宝石箱』がWin95版、Mac版同時に販売され、同年12月20日にはVol.2『うきうき弁当箱』、1997年3月7日にはVol.3『らくがき絵具箱』、そして同年の8月28日にはVol.4『どきどきびっくり箱』とリリースされた。ただし『どきどきびっくり箱』はWin95版のみ。
収録されていたのは壁紙（Win95版：BMP形式、Mac版：PICT形式）、スクリーンセーバー、各キャラクターのイラストやゲーム本編のワンシーンなど。また『うきうき弁当箱』以降には各キャラクターのデスクトップマスコットと時計、カレンダーが、また『らくがき絵具箱』には本編の内容にちなんだカルタのミニゲームが追加されていた。
また『どきどきびっくり箱』には後にコナミから発売される『あいたくて… 〜your smiles in my heart〜』のプロローグ体験版や壁紙、マスコットなども収録されていた。
ただ「アクセサリー集」ではあったものの、ウィザードの起動中はデスクトップのキャプチャー（ハードコピー）ができない構造になっていた。『きらめき宝石箱』では起動中常時クリップボードを「コピー禁止」の警告画像で書き換えている。『うきうき弁当箱』以降の3作はPrintScreenキー押下によるハードコピー時のみクリップボードが「コピー禁止」の警告画像に書き換えられるように変更されている。
Windows版『〜forever with you〜』にも『きらめき宝石箱』と同様のクリップボード書き換えが実装されているが、これはクリップボードの内容を常時消去するものである。

### ときめきメモリアルタイピング
2002年4月25日に『ときめきメモリアルタイピング』（Windows&Macintosh版）が株式会社アクティマインドより発売された。

### ビーマニポケット ときめきメモリアル
『ときめきメモリアル』の曲で『beatmania』を遊ぶことができる液晶携帯ゲーム。ゲーム内の曲やイメージソングのインストアレンジが6曲収録されている。同じ曲の難易度別バージョンがあるため、実際に遊べるステージは9種類となる。

### パチスロ ときめきメモリアル
2009年11月に、コナミの子会社・KPEより発売されたパチスロ機。
藤崎詩織・虹野沙希・館林見晴の3人が演出の中心になっており、3色のボーナス図柄にもそれぞれのキャラクターが描かれている。出玉を増やす主な手段として、3人のうちいずれかのキャラクターとデートをする演出の「ときめきタイム」が設けられている。

## ラジオ番組
本作を題材に「もっと!ときめきメモリアル」として1995年に文化放送系で放送されたラジオ番組およびラジオドラマ、1997年には「ときめきメモリアルドラマシリーズ」の流れを汲む「CLUBときめきメモリアル」等の番組も放送された。詳しくは「もっと!ときめきメモリアル」および「CLUBときめきメモリアル」を参照。

## OVA
1999年6月17日にOVA『ときめきメモリアル Vol.1』が、また同年10月8日には『Vol.2』が発売され2000年3月3日にはDVD-Video版が1・2同時にリリースされた。アニメーション制作はスタジオぴえろ（現・ぴえろ）。
このOVA版（Vol.1）において当時はまだ詳細が発表されていなかった『2』の舞台・ひびきの高校の制服を着た女子生徒が背景の雑踏の中に存在しており、1999年8月の『2』制作発表時に話題となった。
OVA版はヒロイン側からの視点での描写が行われており、彼女たちの葛藤や友情が描かれている。そのため、主人公は後ろ姿などでしか登場しない。また、キャラクターデザインも大幅に変更された。
なおDVD-Video版だけの特典としてVol.1には菊池志穂（館林見晴役）、Vol.2には金月真美（藤崎詩織役）のインタビューが収録されている。

### スタッフ
- 原作：コナミ株式会社
- 監督：亀垣一
- 脚本：黒田洋介
- キャラクターデザイン：本橋秀之
- 絵コンテ・演出：西澤晋
- 作画監督：時矢義則
- 美術監督：長﨑斉
- 色彩設計：いわみみか
- 撮影監督：吉田光伸
- 編集：松村正宏
- 音響監督：岩浪美和
- 音楽：林有三
- アニメーション制作：スタジオぴえろ
- 製作：株式会社コナミミュージックエンタテインメント
- 発売元：株式会社コナミミュージックエンタテインメント
- 販売元：キングレコード株式会社

## キャラクターCD
本作に登場するキャラクターが現実世界で歌手デビューしたことも話題を集めた。当時コナミでは藤崎詩織のことをバーチャルアイドルと称しておりそのデビューシングル「教えてMr.Sky」は発売から1か月で10万枚を売り上げ、「教えてMr.Sky」と初アルバム『My Sweet Valentine』は合計で約20万枚を売り上げた。また『My Sweet Valentine』はオリコンチャート初登場9位を記録した。
藤崎詩織
- シングル
  - 教えてMr.Sky（1996年12月5日）
  - 終わらないメモリー（1997年9月26日）
  - もう一度キスしよう（1998年3月4日）
  - Say Hello!（1998年5月22日） ※「栗林みえ with 藤崎詩織」名義
  - 幸せのイメージ（1999年3月5日） - ときめきメモリアルドラマシリーズVol.3 主題歌
  - いっしょにいたいから（1999年11月3日）
- アルバム
  - My Sweet Valentine（1997年2月14日）
  - Memories（1997年11月6日）
  - 風の扉（1999年4月2日）
  - forever with you（1999年12月3日） - ベストアルバム

虹野沙希
- シングル
  - 出会えて良かった（1997年7月24日） - ときめきメモリアルドラマシリーズVol.1 主題歌
  - 涙のエール（1998年8月21日）
- アルバム
  - over the rainbow（1997年9月26日）
  - 虹のリトグラフ（1998年10月9日）

館林見晴
- シングル
  - もしも私が天使だったら（1997年11月21日）
- アルバム
  - Dream of you...（1998年1月21日）
  - My Sweet Days（1998年11月6日）

片桐彩子
- シングル
  - Tomorrow（1998年4月24日） - ときめきメモリアルドラマシリーズVol.2 主題歌
- アルバム
  - Message（1998年5月22日）

朝日奈夕子
- アルバム
  - Hero（1998年9月4日）

早乙女好雄
- アルバム
  - 100%の自分（1998年12月4日）

古式ゆかり
- アルバム
  - 乙女想夢 -OTOME SOUMU-（1999年1月22日）

### Go! Go! パラメータ
『over the rainbow』以降、『乙女想夢 -OTOME SOUMU-』まで（『My Sweet Days』・『100%の自分』を除く）のキャラクターアルバムに収録された一連の楽曲シリーズ。作曲 - 小倉良、編曲 - 栗尾直樹。
最初に収録された、副題のつかない『Go! Go! パラメータ』は、虹野沙希役の菅原祥子が作詞した。キャラクター本人のイメージと、パラメータ嗜好という本作ならではの要素を取り入れた歌詞となっている。以後、同曲をアレンジして本人（を担当する声優）が作詞するのがキャラクターアルバムの恒例となった。
下記各キャラクターのバージョンがそれぞれのアルバムに収録されている。なお、最後の2作は「Go! Go!」の表記が全て大文字になっている。
1. 「Go! Go! パラメータ」-『over the rainbow』
2. 「Go! Go! パラメータ 〜Shiori〜」-『Memories』
3. 「Go! Go! パラメータ 〜Miharu〜」-『Dream of you...』
4. 「Go! Go! パラメータ 〜Ayako〜」-『Message』
5. 「Go! Go! パラメータ 〜Yuko〜」-『Hero』
6. 「GO! GO! パラメータ ver.2.0」-『虹のリトグラフ』 ※虹野バージョンの続編。作詞のクレジットが菅原でなく虹野になっている。
7. 「GO! GO! パラメータ 〜Yukari〜」-『乙女想夢 -OTOME SOUMU-』

番外として藤崎詩織役の金月真美バージョン「Go! Go! パラメータ 〜Mami〜」が、金月のアルバム『Touch and Go』の初回特典CDシングルに収録された。

## 他作品との関連
- PCエンジン版ときめきメモリアルのおまけゲーム「フォースギア」は、ときめきメモリアル本編とは関係の無いストーリーだが、グラディウスシリーズの一作品となっている。また、PS版のおまけSTG「スターダストシンフォニー」でフォースギアのアレンジBGMが使われている。
- ときめきメモリアル（本編）のセーブデータの存在によって、隠しイベントが発生するものがある。PlayStation版『メタルギアソリッド』では、主人公（プレイヤー）のソリッド・スネークがサイコ・マンティスに心の中（メモリーカードの内容）を読まれ「ときメモ好き」であることを指摘され、セガサターン版『ポリスノーツ』では「主人公（プレイヤー）ジョナサン・イングラムの出身高校に伝説の樹があった」「（ときめきメモリアルのセーブデータにおける主人公の）所属クラブに可愛い女子部員がいた」などの隠しメッセージが表示される。
- ゲームボーイ用オムニバスソフト『コナミGBコレクション』では、デフォルメされた本作のキャラクターが収録タイトルの解説や操作説明を行う。
- スーパーファミコン・PlayStation・セガサターン用シューティングゲーム『実況おしゃべりパロディウス』には、本作の舞台・きらめき高校やその世界観をモチーフにしたステージが存在する。PlayStation・セガサターン版ではある条件を満たすことによって、当該ステージのBGMが本作のヒロイン・藤崎詩織を演じた金月がボーカルを務めるバージョンに変化する。またPlayStation・セガサターン版のサブタイトル「forever with me」は、本作の同機種版サブタイトル「forever with you」のパロディである。なお、このボーカルバージョンは「実況おしゃべりパロディウス」のサウンドトラックのほかに金月のアルバム『Touch and Go』の初回特典CDシングルにも収録されていた。
- がんばれゴエモンシリーズのSFC版「3」にて、未来の江戸の大江戸ツーリストの受付として藤崎しおりが出演。また、NINTENDO 64版「でろでろ道中」のヤエの隠しコスチュームにきらめき高校のセーラー服をモデルとした「きらめきの服」がラインナップされている
- 『実況パワフルプロ野球』シリーズのサクセスモードの初期のコンセプトが本作の野球版だった。パワプロ5ではきらめき高校が地方大会の対戦相手として登場し、パワプロ'98では伝説の樹も登場する。パワプロ2018のサクセスシナリオ、『五竜郭高校』に本作の伝説の樹とほぼ一緒の伝説を持つ樹が登場した。
- 『ラブプラス+』に収録されたミニゲームの『もえろ!対戦ぱずるだま』に、CPU専用の隠しボスとして藤崎詩織がゲスト出演している。続編の『NEWラブプラス』および『NEWラブプラス+』に収録された『もっともえろ!対戦ぱずるだま』にも同じく登場し、プレイヤーも使用可能となった。
- ニンテンドーDS用パズルゲーム『ヒラメキパズル マックスウェルの不思議なノート』『スーパースクリブルノーツ』では、日本語版限定の追加要素として、ノートに「しおり」と書くとアイテムとして藤崎詩織が登場する。同作では同様に『ラブプラス』の高嶺愛花なども出演している。